# Bantuské jazyky
Bantuské jazyky představují nejrozšířenější skupinu jazyků patřících do Nigerokonžské jazykové rodiny. Podle odhadů existuje přibližně 600 jazyků a jejich různých mutací. Mluví se jimi převážně v oblastech na jih od dnešního Kamerunu, tj. téměř v celé jižní Africe a také v regionech střední a východní Afriky. Celkový počet lidí mluvících bantuskými jazyky se blíží 300 milionům.
Země s největším počtem bantuských jazyků na svém území je Konžská demokratická republika. Největším bantuským jazykem je svahilština, kterou mluví až 80 milionů lidí. Další významné jazyky jsou např. zulu nebo lingálština.

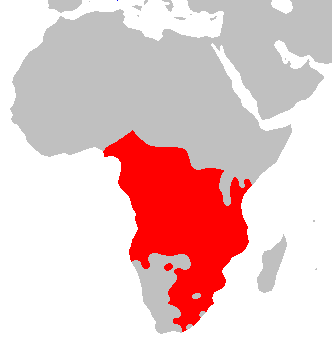
rozšíření bantuských jazyků

Bantuské jazyky pochází z oblasti subsaharské Afriky, konkrétně se uvádí dnešní východní Nigérie a západní Kamerun. K jejich šíření směrem na jih a východ z počátku přispělo zejména rozšiřování zemědělství v období cca 2000 př. n. l..
První člověk, který definoval pojem „Bantu“ (lidé) byl Dr. Wilhelm Bleek (1827–1875) ve své knize Srovnávací gramatika jižních afrických jazyků. V roce 1906 pak německý jazykovědec Carl Meinhof (1857–1944) napsal rozsáhlou studii porovnávající gramatiku bantuských jazyků.

## Guthrieho klasifikace

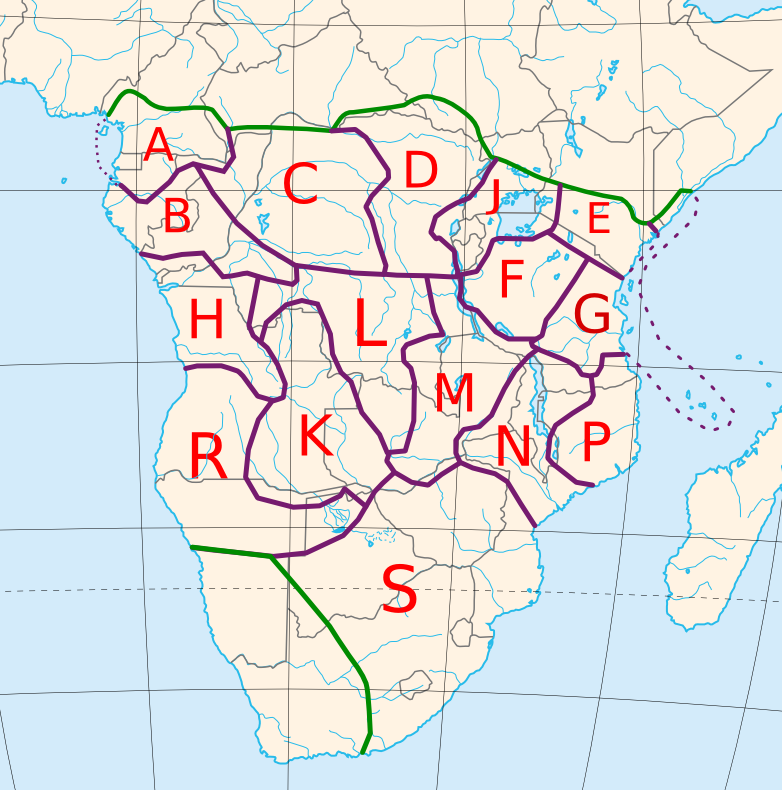
Rozdělení zón podle Guthrieho klasifikace

První rozdělení bantuských jazyků do geografických zón provedl v roce 1948 profesor Malcolm Guthrie (1903–1972). Z genealogického hlediska se dá považovat za platnou v Guthriho rozdělení pouze zóna S. Nicméně na základě fonetické podobnosti jsou zóny seskupeny na severozápadní (A–C a z části D) a centrální (D–S).
Severozápadní část
- Zóny A, B, C – 162 jazyků, 13 mil. mluvčích

Centrální část
- Zóny D, E, F, G, H, J, K, L, M, N, P, R, S – 321 jazyků, 269 mil. mluvčích

## Gramatické vlastnosti
Téměř všechny bantuské jazyky se vyznačují jednoduchou fonetikou. Tóny mají vyjadřovat rozdíl ve významu.

Charakteristické je časté používání předpon. Podstatná jména patří do tříd, z nichž každá má svůj pár předpon, jedna označuje jednotné číslo a druhá množné číslo.

Např. svahilština:
- mtu – osoba, watu – lidé
- kitu – věc, vitu – věci
- mtoto – dítě, watoto – děti

Zdvojování
je společný morfologický jev a je obvykle používán ke zdůraznění intenzity činnosti.

Například piga znamená svahilsky stávka, pigapiga znamená opětovně stávkovat.

Známá slova a jména, která mají zdvojení

- Bafana Bafana
- Chipolopolo
- Eric Djemba-Djemba
- LuaLua

## Seznam bantuských jazyků
Uvedeny jsou největší jazyky (měřeno počtem mluvčích).
Lingua franca
- svahilština (75–80 mil.)

Angola
- umbundu (4 mil.)
- kimbundu (3 mil.)

Botswana
- tswana (1 mil.)

Burundi
- kirundi (5 mil.)

Demokratická republika Kongo
- lingálština (9 mil.)
- luba (6,5 mil.)
- kituba (4,5 mil.)

JAR
- zuluština (10 mil.)
- xhosa (8 mil.)
- sotho (4 mil.)

Keňa
- kikujština (7 mil.)
- luhya (5,4 mil.)

Malawi
- čičeva (7 mil.)

Mosambik
- makhuwa (5 mil.)
- tsonga (1,7 mil.)

Rwanda
- rwandština (7 mil.)

Tanzanie
- sukuma (5,5 mil.)

Uganda
- ganda (4 mil.)

Zambie
- bemba (3,3 mil.)

Zimbabwe
- šona (11 mil.)